# Conservatoire de la monoplace française
La Conservatoire de la monoplace française, inauguré le 1er mai 2015, est un musée français consacré à la course automobile situé près de l'entrée principale du circuit de Nevers Magny-Cours, à Magny-Cours,.
Il rassemble notamment des monoplaces des écuries Ligier, Prost Grand Prix ou encore Renault Sport.
La fréquentation du circuit et du musée était de 310 000 visiteurs par an en 2016.